# La Muerte
La Muerte è il sesto album della band olandese Gorefest. Fu pubblicato nel 2005 dalla Nuclear Blast.

## Tracce
1. For the Masses – 4:47
2. When the Dead Walk the Earth – 4:46
3. You Could Make Me Kill – 5:45
4. Malicious Intent – 5:47
5. Rogue State – 7:09
6. The Call – 4:52
7. Of Death and Chaos (A Grand Finale) – 4:14
8. Exorcism – 4:09
9. Man to Fall – 3:50
10. The New Gods – 4:08
11. 'till Fingers Bleed – 5:18
12. La Muerte – 9:54

## Formazione
- Jan-Chris de Koeijer - voce, basso
- Boudewijn Bonebakker - chitarra
- Frank Harthoorn - chitarra
- Ed Warby - batteria